# Nick Bowers
Nicholas Lee Bowers (Kittanning, 26 maggio 1996) è un giocatore di football americano statunitense che milita nel ruolo di tight end nella National Football League (NFL) e che è free agent. Al college ha giocato per l'Università statale della Pennsylvania.

## Carriera universitaria
Bowers, originario di Kittanning in Pennsylvania, si mise in evidenza giocando a football alla Kittanning High School. Nel 2015 dopo aver inizialmente scelto l'Università di Pittsburgh Bowers decise invece di iscriversi all'Università statale della Pennsylvania (Penn State) dove andò a giocare con i Nittany Lions che militano nella Big Ten Conference (B1G) della Divisione I della Football Bowl Subdivision (FBS) della NCAA. Nel suo primo anno al college fu redshirt, quindi poteva solo allenarsi senza disputare le gare ufficiale, mentre anche nel 2016 non giocò nessuna partita a causa di un infortunio che lo tenne fuori per l'intera stagione e per parte di quella successiva. La sua carriera coi Nittany Lions iniziò effettivamente solo dalla stagione 2017 dove però si portò dietro gli strascichi dell'infortunio che lo limitarono anche nel 2018. Solo nel 2019, suo ultimo anno al college, poté esprimere il suo meglio, giocando in tutte le gare dei Nittany Lions e registrando 10 ricezioni e 3 touchdown.
Conclusa la sua esperienza con la Penn State con un totale di 26 gare disputate, 17 ricezioni e 5 touchdown, Bowers si dichiarò per passare tra i professionisti.
Statistiche al college
| 2015   | Penn State | FBS Div. I | B1G    | -  | - | redshirt    | redshirt    | redshirt    | redshirt    | redshirt    | - | - | -   | - | - | - | - |
| 2016   | Penn State | FBS Div. I | B1G    | -  | - | infortunato | infortunato | infortunato | infortunato | infortunato | - | - | -   | - | - | - | - |
| 2017   | Penn State | FBS Div. I | B1G    | 3  | 0 | 1           | 15          | 15,0        | 15          | 1           | 0 | 0 | 0,0 | 0 | 0 | 0 | 0 |
| 2018   | Penn State | FBS Div. I | B1G    | 10 | 0 | 6           | 50          | 8,3         | 25          | 1           | 0 | 0 | 0,0 | 0 | 0 | 0 | 0 |
| 2019   | Penn State | FBS Div. I | B1G    | 13 | 2 | 10          | 214         | 21,4        | 55          | 3           | 0 | 0 | 0,0 | 0 | 0 | 0 | 0 |
| Totale | Totale     | Totale     | Totale | 26 | 2 | 17          | 279         | 16,4        | 55          | 5           | 0 | 0 | 0,0 | 0 | 0 | 0 | 0 |

Fonte: Football 
In grassetto i record personali in carriera — Statistiche aggiornate alla stagione 2021

## Carriera professionistica

### Las Vegas Raiders
Bowers non fu selezionato nel corso del Draft NFL 2020 e il 5 maggio 2020 firmò da undrafted free agent con i Las Vegas Raiders.
Bowers non rientrò nel roster attivo scelto all'inizio della stagione e il 5 settembre 2020 fu svincolato e quindi contrattualizzato con la squadra di allenamento il giorno successivo. Il 3 dicembre 2020 fu messo nella lista riserve/COVID-19 e riattivato sei giorni dopo. Terminò la sua stagione da rookie senza scendere mai in campo.
Il 5 gennaio 2021 Bowers firmò da riserva/contratto futuro con i Raiders.
All'inizio della stagione 2021 Bowers fu inserito nel roster attivo. Giocò in due partite nello special team poi il 23 ottobre 2021 fu spostato nella lista riserve/infortunati. Il 20 dicembre 2021 fu riattivato e reinserito nel roster attivo. Concluse la stagione giocando complessivamente in 5 partite.
L'11 aprile 2022 Bowers firmò un contratto di un anno coi Raiders. Il 28 agosto 2022 fu svincolato.

### Cincinnati Bengals
Il 1º settembre 2022 Bowers firmò per la squadra di allenamento dei Cincinnati Bengals. Il 21 gennaio 2023 Bowers fu elevato nel roster attivo per la gara dei playoff dell'AFC Divisional round contro i Buffalo Bills, non scendendo però in campo. Firmò da riserva/contratto futuro il 31 gennaio 2023.
Bowers non rientrò nel roster attivo dei Bengals per la stagione 2023 è il 29 agosto 2023 fu svincolato.

### Miami Dolphins
Il 31 agosto 2023 Bowers firmò per la squadra di allenamento dei Miami Dolphins. Al termine della stagione i Dolphins non lo trattennero come riserva/contratto futuro e divenne free agent.

## Statistiche

### Stagione regolare
| 2020   | LV     | — | — | in squadra di allenamento | in squadra di allenamento | in squadra di allenamento | in squadra di allenamento | in squadra di allenamento | — | — | —   | — | — | — | — |
| 2021   | LV     | 5 | 0 | 0                         | 0                         | 0,0                       | 0                         | 0                         | 0 | 0 | 0,0 | 0 | 0 | 0 | 0 |
| 2022   | CIN    | — | — | in squadra di allenamento | in squadra di allenamento | in squadra di allenamento | in squadra di allenamento | in squadra di allenamento | — | — | —   | — | — | — | — |
| 2023   | MIA    | — | — | in squadra di allenamento | in squadra di allenamento | in squadra di allenamento | in squadra di allenamento | in squadra di allenamento | — | — | —   | — | — | — | — |
| Totale | Totale | 5 | 0 | 0                         | 0                         | 0,0                       | 0                         | 0                         | 0 | 0 | 0,0 | 0 | 0 | 0 | 0 |

Fonte: Football Database
Statistiche aggiornate alla stagione 2022